# Blood of the Snake
Blood of the Snake è il quinto album in studio del tastierista statunitense Derek Sherinian, pubblicato 1º agosto 2006 dalla Inside Out Music.

## Tracce
1. Czar of Steel
2. Man with No Name
3. Phantom Shuffle
4. Been Here Before
5. Blood of the Snake
6. On the Moon
7. The Monsoon
8. Prelude to Battle
9. Viking Massacre
10. In the Summertime

## Formazione
- Derek Sherinian

Altri musicisti
- Billy Idol
- John Petrucci
- Zakk Wylde
- Brad Gillis
- Yngwie Malmsteen
- Slash
- Tony Franklin